# 2013 FG28
2013 FG28 est un objet du disque des objets épars.

## Caractéristiques
2013 FG28 mesure environ 150 kilomètres de diamètre.